# طشاري
طشّاري هي الرواية الثالثة للصحافية والروائية العراقية إنعام كجه جي. صدرت الرواية لأوّل مرة عام 2013 عن دار الجديد في لبنان. حصلت على منحة «الصندوق العربي للثقافة والفنون – آفاق»، ودخلت في القائمة النهائية «القصيرة» للجائزة العالمية للرواية العربية لعام 2014، المعروفة باسم «جائزة بوكر العربية».

## حول الرواية
«طِشّاري» (بكسر الطاء وتشديد الشين) هي مفردة تستخدم في العراق لتسمية ووصف طلقة الصيد التي تتوزع في عدة اتجاهات، وإذا وصفت جماعة نفسها بهذه الكلمة فهذا يعني بأنها «مُبعثرة». ويرمز بها العراقيون للتشتت والضياع. بهذا رواية «طِشّاري»، اسم على مسمى، حاولت الروائية «إنعام كجه جي» من خلالها أن تتناول كارثة الشتات العراقي٬ في العقود الأخيرة٬ من خلال سيرة طبيبة عملت في أرياف جنوب العراق في خمسينيات القرن العشرين وأبنائها الثلاثة الموزعين في ثلاث قارات٬ لاسيما ابنتها البكر التي أصبحت طبيبة أيضًا٬ وتعمل في المناطق النائية من كندا. وبمواجهة تمزق شمل العائلة يبتكر الحفيد إسكندر مقبرة إلكترونية، جعل لها موقعًا خاصًا على شبكة الإنترنت، دفن فيها الموتى من العائلة حيث يتعذر جمعهم في مقبرة على الأرض، وخصص لكل فرد من أفراد السلالة المتفرقة في قارات العالم قبرًا خاصًا به.